# 翼鸥教育
翼鸥教育（北京翼鸥教育科技有限公司）成立于2014年，总部设在北京，并于2015年11月发布了其第一款产品ClassIn。ClassIn在行业内的竞品包括Zoom、腾讯会议、Canvas等。2020年11月，翼鸥教育宣布完成C轮融资，共计2.65亿元，由高瓴创投领投，腾讯、SIG、渶策资本和高成资本跟投。

## 负面评价
2021年1月，受新冠疫情的影响，学校和各大培训机构因无法进行线下授课而开始线上教学，但由于ClassIn同时在线人数过多，超出了服务器承载范围，约有2万多学生反映无法正常登录，向客服求助未果后引起了大规模的质疑和谩骂。

## 外部連結
- 官網 （页面存档备份，存于）